# Los Rippers
Los Rippers (Los destripadores), fueron un grupo mexicano de rock and roll, efímero pero importante en la historia de este movimiento musical a principios de los años 60. Uno de sus cantantes fue Jorge Obscura Lango, que años más tarde sería el actor Jorge Luke.

## Historia
Surgen a mediados de 1960 en la Ciudad de México, México, en la época del Rock and Roll.

## Discos
Graban un inconseguible disco EP para Discos Cisne (1960) y con clave ECI-61 con los temas:
- Peggy Sue
- El Blues de la vaca Lechera (conocida extraoficialmente como "Llorarás")
- Eres la única
- Como lo Siento

Los temas "El blues de la vaca lechera" y "Como lo siento" solamente aparecen en este disco EP.
Además de 2 piezas adicionales publicadas en disco sencillo (aparecerían después en el LP "El Gran show de Los Carrión", para el mismo sello discográfico).
- Estoy enamorado otra vez
- La marcha de los santos

Después 4 de estos temas reaparecen en 1963 en el álbum titulado "El Gran Show de los Carrión" (disco en el que también figuran Los Juniors de la entonces existente compañía Discos Cisne).
Y 2 discos sencillos (4 canciones) para Discos Alegría con los temas:
- Pan con Mermelada
- Buscando un Amor
- Preciosa
- Gordita (del locutor Sergio Rodd)

## Éxitos
No grabaron material para alguna compañía discográfica grande, por lo que no logran muchos éxitos.
Se recuerdan mucho los temas:
- Pan con Mermelada (es el tema que los popularizó e hizo inolvidables)
- Buscando un Amor
- Preciosa
- Estoy enamorado otra vez
- Peggy Sue

## Datos de interés
- Lamentablemente solamente grabaron 10 canciones.
- Lalo Toral y Gustavo Salcido pasan a Los Locos del Ritmo al desintegrarse el grupo.
- Su calidad como ejecutantes es notoria en su versión a la Marcha de los Santos, que había ya sido grabada por Los Camisas Negras.
- Los temas en Discos Alegría son grabados prácticamente en vivo, es decir todos los instrumentos se grabaron simultáneamente y sin efectos.
- Pan con Mermelada, Buscando un Amor y Preciosa son grabaciones estereofónicas, que se reeditaron entre 1971 y 1988, en un acoplado titulado "Recuerdos del Rock" en la desaparecida marca Audiomex.
- Hoy en día el tema "Pan con Mermelada" con Los Rippers figura en compilaciones de rock and roll de empresas disqueras como Sony-BMG.
- Al parecer Jorge Luke (actor) fue vocalista del grupo también en la época de Discos Cisne.  Luke se llamaba Jorge Obscura Lango.  Estudiaba arquitectura en la UNAM.
- El cantante Héctor "el francés" Martín del Campo, quien grabó varias versiones de las canciones más icónicas del grupo, tenía un timbre vocal muy similar al de Joaquín y Gustavo Salcido y de ahí que se les confunda con facilidad, sin embargo, su pronunciación de la letra R le valió su mote entre los miembros del grupo.
- Es lamentable el hecho de que al parecer los únicos archivos visuales (presentaciones en televisión) de este y otros grupos de la época (hacia 1962) se destruyeron en el terrible sismo de 1985, aunque se dice que algunos de ellos existen y se encuentran en muy mal estado, en propiedad de la televisora que los realizó. También se dice que Televisa perdió todos los videos de rock and roll grabados a principios de los 60, por un descuido y que se quemaron todas estas cintas únicas (no había respaldos) en un incendio de su almacén.
- Actualmente se desconoce el paradero y estado de las cintas originales realizadas por la marca Cisne en 1960 (en caso de que existan) y las de marca Alegría se encuentran en propiedad de una pequeña disquera (Discos Titanio).